# Lamantijnen
Lamantijnen (Trichechus) behoren tot de familie Trichechidae en bestaan al meer dan 50 miljoen jaar. Het zijn grote zoogdieren die in het water leven. Samen met de doejongs behoren ze tot de zeekoeien. Ze vertonen overeenkomsten met de olifanten. De wetenschappelijke naam van het geslacht werd in 1758 gepubliceerd door Linnaeus, die daarbij verwees naar Peter Artedi (1738), die ook de naam Trichechus al gebruikte. Andere auteurs vóór Linnaeus gebruikten de naam Manatus, en die hergebruikte Linnaeus voor de enige soort die hij in het geslacht plaatste.

## Kenmerken
De familie Trichechidae onderscheidt zich van de doejong (Dugongidae) door hun schedelvorm en de vorm van de staart. De staart van een lamantijn heeft de vorm van een peddel, terwijl die van een doejong gevorkt is.

### Tanden
De lamantijn is een polyfyodont, wat ongebruikelijk is bij zoogdieren. De volwassenen hebben geen snij- of hoektanden, maar 24 tot 32 molaren. Deze tanden worden gedurende het leven continu vervangen met nieuwe tanden die aan de achterzijde groeien en dan langzaam naar voren lopen waarbij de voorste tanden een voor een vrijvallen. Dit effect wordt marcherende molaren genoemd.

## Leefwijze
Lamantijnen zijn planteneters (herbivoren), die de meeste tijd besteden aan het grazen in ondiepe wateren. Ze leven van waterplanten zoals zeegras. Ze komen voor in de moerasachtige kustwateren van Noord- en Centraal-Amerika, de Caraïbische Zee en de westkust van Afrika.

## Soorten
- De Amazonelamantijn (Trichechus inunguis) komt voor aan de oostkust van Zuid-Amerika en leeft in zoet water. Deze lamantijn kan 3 m lang en 450 kg zwaar worden. De Amazone-lamantijn lijkt veel op de Caribische lamantijn maar is iets kleiner en heeft karakteristieke witte vlekken op de borst en buik.
- De Caribische lamantijn (Trichechus manatus) komt voor in West-Indië en de Caraïbische Zee en is egaal grijs van kleur. Door algengroei op de huid zien ze er soms groen uit. Deze lamantijn kan 60 jaar oud worden. De Floridase lamantijn wordt door sommigen als een aparte soort beschouwd, maar wordt tegenwoordig als een ondersoort van T. manatus gezien. Deze lamantijn kan 2,5 tot 4,5 m lang worden, 200 tot 600 kg zwaar en leeft zowel in zoet als zout water. Het dier is nu beschermd, maar werd vroeger bejaagd voor de olie en het vlees.
- De West-Afrikaanse lamantijn (Trichechus senegalensis) komt voor aan de westkust van Afrika, is 2,5 tot 4,5 m lang en weegt 200 tot 600 kg.

## Bedreiging
De Caribische lamantijn is een bedreigde diersoort. De soort heeft weinig natuurlijke vijanden, maar het aantal lamantijnen is door menselijk handelen teruggelopen. Zijn leefgebied is kleiner geworden en veel dieren raken gewond door de schroef van buitenboordmotoren, of slikken vistuig, vishaken en lood in. Het ingeslikte nylondraad leidt tot een langzame dood door verstopping van het spijsverteringskanaal. Dit kanaal bestaat uit een samengestelde maag en een zeer lange darm.

## Aanpassing aan leefomgeving
Lamantijnen zijn aangepast aan het leven onder water. Hun lichaam is torpedovormig en hun voorpoten en staart zijn omgevormd tot vinnen. Het skelet van de voorpoten bevat vijf vingers en de voorpoten hebben zelfs vingernagels. De achterpoten zijn verdwenen. Ze hebben geen oorschelpen en ze kunnen hun neusgaten afsluiten. De tandwisseling is horizontaal. De lamantijn heeft opgezwollen, beweeglijke lippen voor het aftrekken van het zeegras en hoornplaten op het harde gehemelte en in de onderkaak voor het kauwen van hun voedsel.
De mannetjes hebben in de bovenkaak twee korte, niet-functionele stoottanden.
De lamantijn moet ten minste elke 20 minuten een keer boven komen om adem te halen. Als de lamantijn wil slapen, kan dat alleen tussen twee ademhalingen in.
Lamantijnen komen in groepen bij elektriciteitscentrales voor, omdat het water daar warmer is.

## Voortplanting
De draagtijd van een lamantijn is ongeveer één jaar en een vrouwtje brengt per keer één jong ter wereld. De geboorte vindt onder water plaats. De melkklieren bevinden zich op de borst. Verhalen over zeemeerminnen zouden afkomstig kunnen zijn van de manier van zogen, omdat het jong soms in horizontale stand wordt gezoogd. Afhankelijk van de soort duurt het ongeveer vijf jaar voordat de lamantijn geslachtsrijp is.
- De Amazonelamantijn weegt bij de geboorte 10 tot 15 kg en is dan 0,9 m lang.
- De Caribische lamantijn weegt bij de geboorte 18 tot 27 kg en is dan 1,2 m lang.
- De West-Afrikaanse lamantijn weegt bij de geboorte 18 tot 27 kg en is dan 1 m lang.